# Sabattus (Maine)
Sabattus es un pueblo ubicado en el condado de Androscoggin en el estado estadounidense de Maine. En el Censo de 2010 tenía una población de 4.876 habitantes y una densidad poblacional de 69,96 personas por km².

## Geografía
Sabattus se encuentra ubicado en las coordenadas 44°5′30″N 70°4′30″O / 44.09167, -70.07500. Según la Oficina del Censo de los Estados Unidos, Sabattus tiene una superficie total de 69.7 km², de la cual 66.59 km² corresponden a tierra firme y (4.47%) 3.12 km² es agua.

## Demografía
Según el censo de 2010, había 4.876 personas residiendo en Sabattus. La densidad de población era de 69,96 hab./km². De los 4.876 habitantes, Sabattus estaba compuesto por el 97.4% blancos, el 0.25% eran afroamericanos, el 0.29% eran amerindios, el 0.35% eran asiáticos, el 0% eran isleños del Pacífico, el 0.06% eran de otras razas y el 1.66% pertenecían a dos o más razas. Del total de la población el 1.03% eran hispanos o latinos de cualquier raza.